# Pedro Segura y Sáenz
Pedro Segura y Sáenz (Carazo, 4 dicembre 1880 – Madrid, 8 aprile 1957) è stato un cardinale e arcivescovo cattolico spagnolo.

## Biografia
Nacque a Carazo il 4 dicembre 1880.
Papa Pio XI lo elevò al rango di cardinale nel concistoro del 19 dicembre 1927.
La vittoria repubblicana in Spagna e la partenza del Re, accesero gli animi dei partiti e delle formazioni politiche radicali, socialiste, comuniste e anarchiche che fomentarono la popolazione contro gli aspetti più tradizionalisti, come la religione e la Chiesa cattolica spagnola.
Già dalla nascita della seconda repubblica spagnola, Segura che era l'arcivescovo di Toledo e primate di Spagna il 7 maggio 1931 con una pastorale espresse la propria opposizione al nuovo ordinamento istituzionale e il sostegno al re Alfonso XIII.
Il 10 maggio, un circolo monarchico, formato soprattutto da ufficiali dell'esercito in calle Alcalà fu assaltato e bruciato dalla folla e nella notte tra l'11 e il 12 maggio 1931, nel corso di nuovi violenti tumulti guidati dagli anarchici quasi tutti inquadrati nella Confederación Nacional del Trabajo assalirono e incendiarono numerose chiese, monasteri ed edifici religiosi in Madrid. Tra queste andò completamente distrutta la chiesa gesuita di Calle de la flor. I tumulti e gli assalti alle chiese si svilupparono anche in altre zone della Spagna come a Malaga, Siviglia e Cadice. Il governo decretò l'espulsione del vescovo Segura e si rifiutò di far intervenire la Guardia Civil per porre fine agli assalti.
(Manuel Azaña Díaz, all'epoca ministro della Guerra)
Morì a Madrid l'8 aprile 1957 all'età di 76 anni.

## Genealogia episcopale
La genealogia episcopale è:
- Cardinale Scipione Rebiba
- Cardinale Giulio Antonio Santori
- Cardinale Girolamo Bernerio, O.P.
- Arcivescovo Galeazzo Sanvitale
- Cardinale Ludovico Ludovisi
- Cardinale Luigi Caetani
- Cardinale Ulderico Carpegna

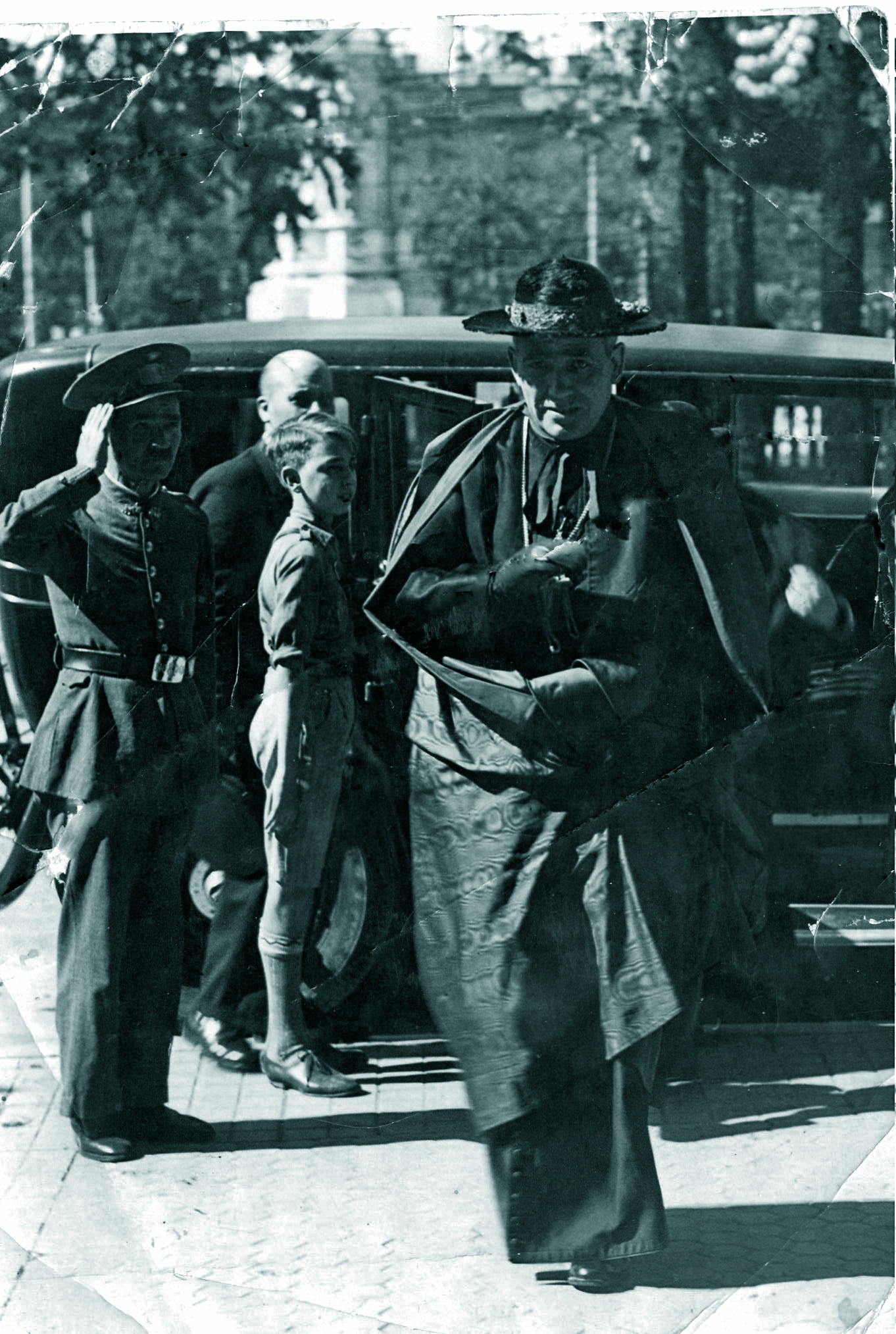
Il cardinale Segura mentre passeggia per Siviglia, intorno al 1950

- Cardinale Paluzzo Paluzzi Altieri degli Albertoni
- Papa Benedetto XIII
- Papa Benedetto XIV
- Cardinale Enrique Enríquez
- Cardinale Francisco de Solís Folch de Cardona
- Vescovo Agustín Ayestarán Landa
- Arcivescovo Romualdo Antonio Mon y Velarde
- Cardinale Francisco Javier de Cienfuegos y Jovellanos
- Cardinale Cirilo de Alameda y Brea, O.F.M.
- Cardinale Juan de la Cruz Ignacio Moreno y Maisanove
- Arcivescovo Victoriano Guisasola y Rodríguez
- Cardinale José María Cos y Macho
- Cardinale Pedro Segura y Sáenz